# Columbini
Columbini – plemię ptaków z podrodziny gołębi (Columbinae) w obrębie rodziny gołębiowatych (Columbidae).

## Rozmieszczenie geograficzne
Plemię obejmuje gatunki występujące na terenie Ameryki, Afryki, Eurazji i Australazji.

## Podział systematyczny
Do plemienia należą następujące rodzaje:
- Reinwardtoena Bonaparte, 1854
- Turacoena Bonaparte, 1854
- Macropygia Swainson, 1837
- Ectopistes Swainson, 1827 – jedynym przedstawicielem był wymarły w 1914 roku[6] Ectopistes migratorius (Linnaeus, 1766) – gołąb wędrowny
- Patagioenas Reichenbach, 1853
- Columba Linnaeus, 1758
- Nesoenas Salvadori, 1893
- Spilopelia Sundevall, 1873
- Aplopelia Bonaparte, 1855 – jedynym przedstawicielem jest Aplopelia larvata (Temminck, 1809) – gołąb cynamonowy
- Streptopelia Bonaparte, 1855